# Réal Gauvin
Pour les articles homonymes, voir Gauvin.
Réal Gauvin, né le 30 mars 1935 à Saint-Adalbert, est un administrateur, pilote aérien et homme politique québécois. Il est député de la circonscription de Montmagny-L'Islet pour le Parti libéral du Québec de 1985 à 2003.

## Biographie
Réal Gauvin est gérant d'une entreprise de sciage et de coupe de bois de 1958 à 1962. De 1962 à 1972, il travaille dans le domaine de l'exploitation forestière dans l'entreprise familiale. Titulaire d'une licence de pilote, il est copropriétaire d'Aeronex Aircraft de 1974 à 1981. À partir de 1978, il est propriétaire de R.-A. Gauvin Transport, une entreprise spécialisée dans le transport du bois de construction et d'Autobus St-Adalbert, service de transport scolaire, à partir de 1978. Il a été président du Centre local de services communautaires des Appalaches.
De 1975 à 1985, Réal Gauvin est maire de Saint-Adalbert. Il est élu député libéral dans Montmagny-L'Islet en 1985, puis réélu en 1989, en 1994 et en 1998. Il est whip adjoint du gouvernement du 11 janvier au 30 mars 1994, adjoint parlementaire au ministre des Transports du 30 mars au 24 juillet 1994 et vice-président de la Commission de l'agriculture, des pêcheries et de l'alimentation du 4 décembre 2001 au 12 mars 2003. Il ne se représente pas en 2003.